# Wielki strajk kolejowy z 1877 roku
Wielki strajk kolejowy z 1877 roku (ang. Great Railroad Strike of 1877) – seria gwałtownych strajków kolejowych, które przetoczyły się przez Stany Zjednoczone latem 1877. Był to pierwszy ogólnokrajowy konflikt pracowniczy na taką skalę w historii USA, który wybuchł w kontekście głębokiego kryzysu gospodarczego po panice finansowej z 1873. Strajki rozpoczęły się na tle kolejnych obniżek wynagrodzeń w Baltimore and Ohio Railroad (B&O), będących już drugą taką redukcją w ciągu ośmiu miesięcy.

## Tło
W latach 70. XIX wieku praca na kolei była nisko opłacana i wyjątkowo niebezpieczna. Kryzys gospodarczy pozwolił pracodawcom na osłabienie raczkujących związków zawodowych tworzonych przez robotników przed i po wojnie secesyjnej. Obniżki płac, rosnące niezadowolenie społeczne i brutalne warunki pracy doprowadziły do wybuchu spontanicznego oporu.

## Przebieg strajku
Strajk rozpoczął się 16 lipca 1877 w Martinsburgu w Wirginii Zachodniej, gdzie pracownicy B&O zatrzymali ruch pociągów, odłączając lokomotywy i blokując ich wyjazd z zajezdni. Gubernator stanu, Henry M. Mathews, wysłał milicję stanową, ale wielu żołnierzy sympatyzowało ze strajkującymi, co uniemożliwiło skuteczną interwencję. Dopiero przybycie wojsk federalnych pozwoliło na wznowienie ruchu pociągów 20 lipca.
Strajk szybko rozprzestrzenił się na inne miasta i linie kolejowe, w tym na Pittsburgh, Chicago, Baltimore i inne centra przemysłowe. W Pittsburghu 21 lipca doszło do jednej z najbardziej krwawych konfrontacji: Gwardia Narodowa z Filadelfii zaatakowała demonstrantów, co doprowadziło do rozruchów, pożarów i wymiany ognia – zginęło około 20 osób, a kolejne 25 (w tym 5 żołnierzy) w następnych starciach. Miasto ogarnął niemal generalny strajk.
W innych miastach Pensylwanii również dochodziło do niepokojów: w Reading tłum wykoleił pociągi i podpalił infrastrukturę kolejową; w Harrisburgu zamknięto fabryki i sklepy, a w Lebanon doszło do buntu w szeregach Gwardii Narodowej. W kolejnych dniach sytuacja powtarzała się w Chicago, Albany, Buffalo, Newark i St. Louis, gdzie strajk miał najbardziej zorganizowany charakter.

### Zakończenie
Pod koniec lipca większość strajków została zakończona przy użyciu sił zbrojnych. Wojsko federalne, w odróżnieniu od lokalnych milicji, wspierało działania władz, co umożliwiło stopniowe przywracanie porządku. Brak centralnego przywództwa oraz spontaniczny charakter protestów przyczyniły się do ich wygasania. Główne organizacje zawodowe kolejarzy – takie jak Brotherhood of Locomotive Firemen czy Order of Railway Conductors – nie zaangażowały się bezpośrednio w strajk.

## Skutki
W strajku wzięło udział prawdopodobnie ponad 100 000 osób. Spośród uczestników około 1 000 zostało aresztowanych, a blisko 100 poniosło śmierć. Strajk doprowadził do czasowego sparaliżowania ponad połowy przewozów towarowych koleją w Stanach Zjednoczonych.
Ostatecznie strajkujący nie byli w stanie skutecznie przeciwstawić się zorganizowanej przemocy ze strony władz lokalnych, stanowych i federalnych. Koszty związane z użyciem siły – zarówno finansowe, jak i polityczne – nie umknęły jednak uwadze przywódców politycznych i przedstawicieli korporacji. Robert Harris, przedstawiciel kolei Chicago, Burlington and Quincy Railroad, zauważył: „Obniżenie płac pracownikom może być dla spółki równie kosztowne jak ich podwyżka”. Choć strajk nie przyniósł natychmiastowego spełnienia postulatów pracowników, w kolejnych latach wiele spółek kolejowych wycofało się częściowo lub całkowicie z wcześniejszych cięć wynagrodzeń i z większą ostrożnością podchodziło do dalszej presji płacowej.
Strajk przyczynił się również do wzrostu znaczenia niektórych ugrupowań politycznych, takich jak Workingmen’s Party of the United States, Partia Zwolenników Papierowego Pieniądza oraz Partia Populistyczna. Wydarzenia z 1877 doprowadziły także do wzrostu liczby członków organizacji Rycerze Pracy. Prawa pracownicze stały się istotnym tematem w debacie publicznej i politycznej zarówno dla Partii Republikańskiej, jak i Demokratycznej. W odpowiedzi na rosnące zainteresowanie problematyką pracy, Kongres utworzył w 1884 Biuro Pracy (Bureau of Labor).

### Skutki ekonomiczne
W czasie strajku w samym Pittsburghu zniszczono łącznie 39 budynków, 104 lokomotywy, od 46 do 66 wagonów pasażerskich oraz od 1 200 do 1 383 wagonów towarowych. Straty materialne szacowane były na od 5 do 10 milionów dolarów.